# Climat de la Manche
Pour des articles plus généraux, voir Manche (département) et Géographie de la Manche.
Le climat de la Manche est le climat dans le département français de la Manche. Il est caractérisé par son exposition maritime avec une forte pluviométrie et du brouillard.

## Climat océanique

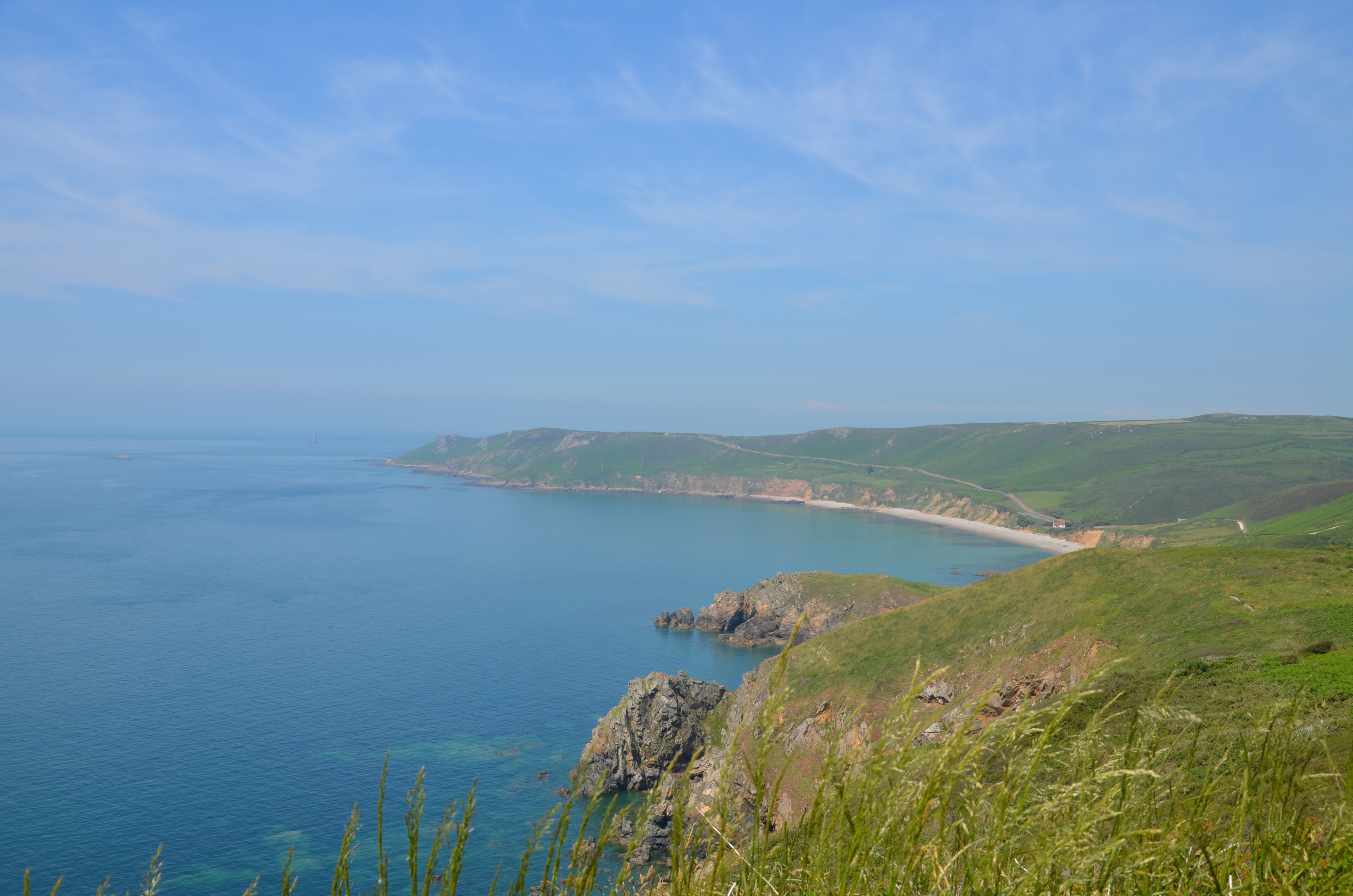
Baie d'Écalgrain dans le département de la Manche.

Avec trois façades maritimes en 300 kilomètres de côtes, le climat manchois est fortement océanique : les hivers sont doux, avec une température moyenne de janvier comprise entre 4 et 7 °C du Bocage vers le cap de la Hague, aux rares gelées, les étés tempérés, avec une température moyenne d'août de 17 °C environ. Ainsi, la période de gel n'excède pas 6 jours sur les côtes, et dure jusqu'à 54 jours dans le Saint-Lois et le Mortainais. L'amplitude thermique journalière est entre 4 °C sur la côte et 7 °C dans les terres l'hiver, 5 à 12 °C l'été.

## Pluviométrie

Pluviométrie de la Manche.

La pluviométrie est importante (entre 120 et 160 jours de précipitations supérieures à 1 mm par an en moyenne), mais varie beaucoup en fonction des terroirs, entre 700 mm sur la côte et 1 300 mm dans le bocage du sud, fréquemment sous forme de crachin.
Les côtes ouest et nord bénéficient de l'influence adoucissante de la mer, permettant la naturalisation de beaucoup de plantes méditerranéennes ou exotiques (mimosas, palmiers, agaves, etc.), malgré une faible durée d'ensoleillement (environ 1 500 h)[réf. souhaitée].

## Vents
Le vent marin souffle régulièrement sur la côte, ce qui participe avec les marées à des changements de temps rapides dans une journée. Les forts coups de vent ou les tempêtes sont courants[réf. souhaitée].

## Climat à Saint-Lô

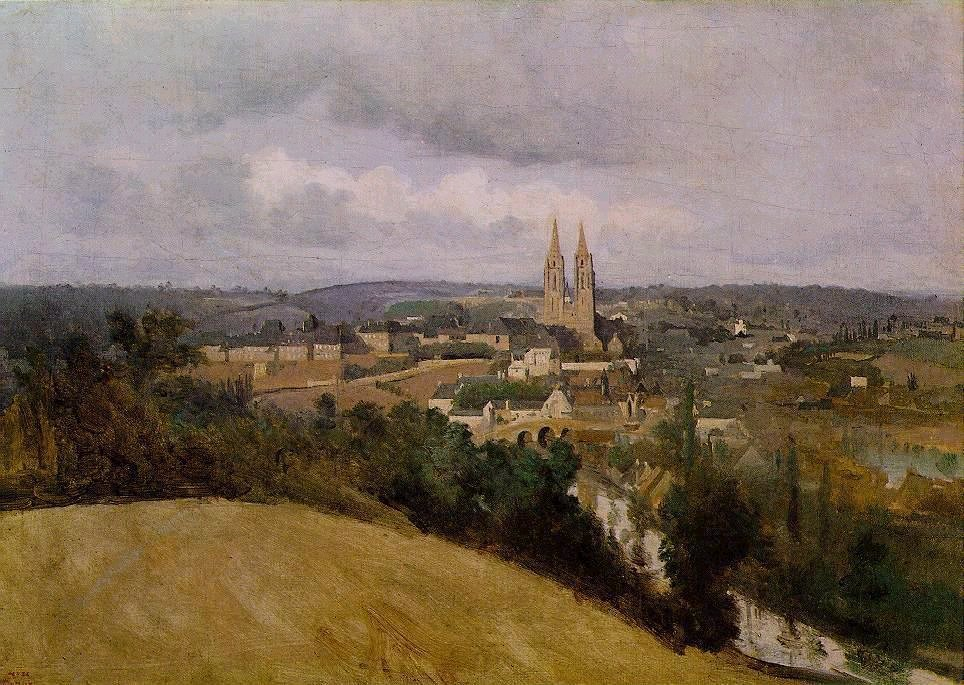
Jean-Baptiste Corot, La Vire à Saint-Lô (1850-1855), musée du Louvre.

En 2010, le climat de la commune est de type climat océanique franc, selon une étude du CNRS s'appuyant sur une série de données couvrant la période 1971-2000.

## Climat à Avranches

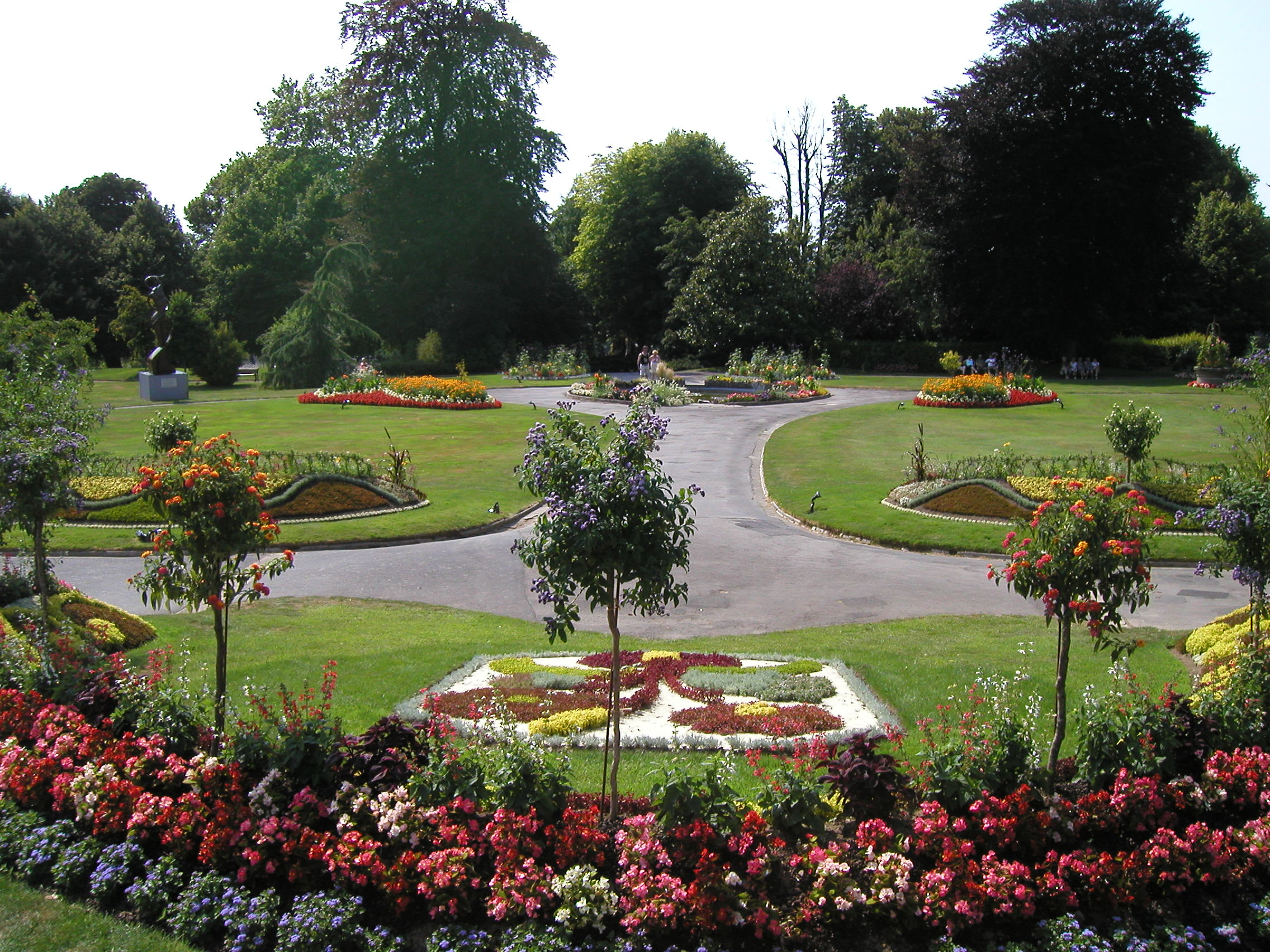
Le jardin des plantes à Avranches.

En 2010, le climat de la commune est de type climat océanique franc, selon une étude du CNRS s'appuyant sur une série de données couvrant la période 1971-2000

## Climat à Cherbourg

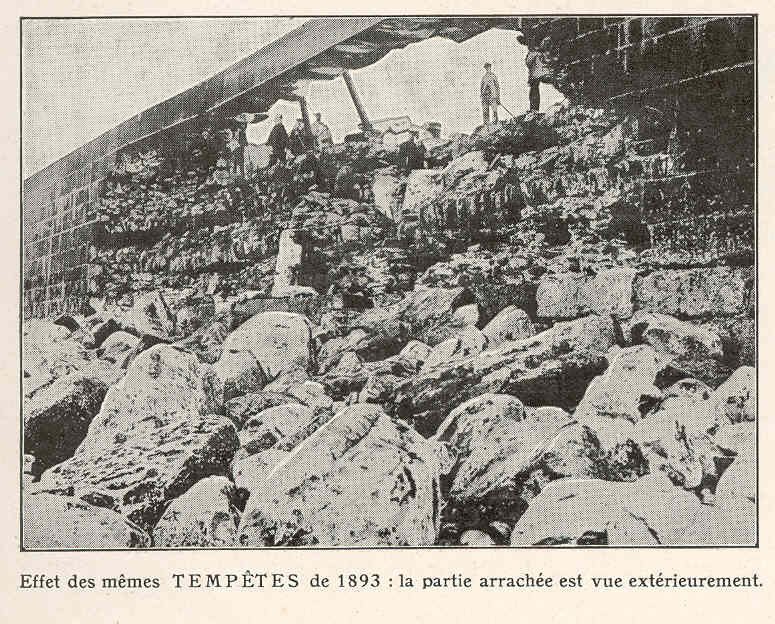
Effet des tempêtes de mars 1894 sur la digue ouest de Cherbourg.

Cherbourg-en-Cotentin est sous climat tempéré océanique. Son caractère maritime entraîne un taux d'humidité important (84 %) et un vent marin fort, soufflant couramment en tempête mais aussi des variations saisonnières de température faibles et de rares jours de gel (16,8). L'effet conjugué du vent et des marées engendre des changements climatiques rapides dans une même journée, le soleil et la pluie pouvant se succéder à quelques heures d'intervalle.
L'influence du Gulf Stream et la douceur de l'hiver permettent la naturalisation de beaucoup de plantes méditerranéennes ou exotiques (mimosas, palmiers, agaves, etc.) présentes dans les jardins publics et privés de la ville, malgré une insolation moyenne.
| Mois                                  | jan.             | fév.            | mars            | avril           | mai             | juin            | jui.            | août            | sep.            | oct.            | nov.            | déc.            | année            |
| ------------------------------------- | ---------------- | --------------- | --------------- | --------------- | --------------- | --------------- | --------------- | --------------- | --------------- | --------------- | --------------- | --------------- | ---------------- |
| Température minimale moyenne (°C)     | 3,5              | 3,2             | 4,6             | 5,7             | 8,5             | 10,9            | 13              | 13,3            | 11,8            | 9,4             | 6,4             | 4,2             | 7,9              |
| Température moyenne (°C)              | 5,7              | 5,5             | 7,3             | 8,8             | 11,7            | 14,3            | 16,4            | 16,6            | 14,9            | 12,1            | 8,7             | 6,4             | 10,7             |
| Température maximale moyenne (°C)     | 7,8              | 7,8             | 9,9             | 11,8            | 14,9            | 17,7            | 19,8            | 19,9            | 18              | 14,8            | 11              | 8,5             | 13,5             |
| Record de froid (°C) date du record   | −12,3 17-01-1985 | −9,9 08-02-1991 | −4,6 20-03-1985 | −3,1 08-04-2008 | 0,1 03-05-1979  | 2,9 02-06-1962  | 6 07-07-1962    | 6,3 18-08-1970  | 2,2 30-09-1936  | −0,6 30-10-1997 | −4 22-11-1998   | −8,8 24-12-1933 | −12,3 17-01-1985 |
| Record de chaleur (°C) date du record | 15 09-01-1998    | 18,9 27-02-2019 | 22,4 30-03-2017 | 23,9 21-04-1984 | 28,6 27-05-2005 | 31,7 29-06-2019 | 33,7 19-07-2006 | 33,2 01-08-2013 | 29,3 02-09-1984 | 27 01-10-2011   | 20,8 01-11-2015 | 21 30-12-1925   | 33,7 19-07-2006  |
| Ensoleillement (h)                    | 56,6             | 82,3            | 127,2           | 180,5           | 216,5           | 212             | 248,7           | 194,9           | 158,1           | 92,7            | 66,5            | 59,5            | 1 695,3          |
| Précipitations (mm)                   | 75,6             | 67,8            | 53              | 34,5            | 47,4            | 37,6            | 37,5            | 38              | 48,4            | 87,1            | 93,6            | 98,6            | 719,2            |

| Diagramme climatique                                  |            |          |             |             |              |            |            |            |             |           |            |
| J                                                     | F          | M        | A           | M           | J            | J          | A          | S          | O           | N         | D          |
| 7,83,575,6                                            | 7,83,267,8 | 9,94,653 | 11,85,734,5 | 14,98,547,4 | 17,710,937,6 | 19,81337,5 | 19,913,338 | 1811,848,4 | 14,89,487,1 | 116,493,6 | 8,54,298,6 |
| Moyennes : • Temp. maxi et mini °C • Précipitation mm |            |          |             |             |              |            |            |            |             |           |            |

| Ville                  | Ensoleillement · (h/an) | Pluie · (mm/an) | Neige · (j/an) | Orage · (j/an) | Brouillard · (j/an) |
| ---------------------- | ----------------------- | --------------- | -------------- | -------------- | ------------------- |
| Médiane nationale      | 1 852                   | 835             | 16             | 25             | 50                  |
| Cherbourg-en-Cotentin, | 1538                    | 692.3           | 5,1            | 5,3            | 26.6                |
| Paris                  | 1 717                   | 634             | 13             | 20             | 26                  |
| Nice                   | 2 760                   | 791             | 1              | 28             | 2                   |
| Strasbourg             | 1 747                   | 636             | 26             | 28             | 69                  |
| Brest                  | 1 555                   | 1 230           | 6              | 12             | 78                  |
| Bordeaux               | 2 070                   | 987             | 3              | 32             | 78                  |